# 333 г. пр.н.е.
333 (триста тридесет и трета) година преди новата ера (пр.н.е.) е година от доюлианския (Помпилийски) римски календар.

## Събития

### В Македония
- Персийският флот постига успехи като превзема Хиос и повечето градове на остров Лесбос без град Митилини, който удържа по-дълго благодарение на гарнизона поставен от Александър Велики, но той остава блокиран по суша и море, поради което е превзет към средата на лятото. Персийците практически си осигуряват контрола над Егейско море, могат да оперират на воля из Цикладските острови и към края на годината превзема град Милет. Флотът постига тези победи дори след като Дарий III взима решение да оттегли персийските сили от Егея като още скоро след превземането на Митилини са отзовани може би към 200 кораби.[1]
- В Гордион Александър поръчва построяването на два нови флота, един за Хелеспонта и един за йонийското крайбрежия, като междувременно се опитва да развърже прочутия гордиев възел, но в крайна сметка го разсича с меча си, за да изпълни поверието, че който развърже възела ще стане господар на Азия.[1]
- Към края на май Александър и войската му бързо прекосяват Анатолия, без особена съпротива. Пафлагония е абсорбирана в македонската сатрапия Хелеспонтова Фригия, южната част на Кападокия е поставена под управлението на местен владетел, а северната част не е засегната изобщо от македонския поход.[2]
- Към края на лятото македонците с лекота преодоляват незначителните персийски сили в Киликийската порта и преминават през прохода, за да завладеят град Тарс, което осигурява пълен македонски контрол над Киликия.[2]
- В битката при град Иса Александър разбива по-голямата войска на персийския цар Дарий III и така постига една от най-големите си победи. Македонците преследват ожесточено остатъците от персийската войска, което попречва на последната да се прегрупира. Един персийски контингент от бегълци дори си пробива път през Киликийската порта и предизвиква хаос в Кападокия и Пафлагония, а на изпратения да бие се с тях Антигон му е нужна повече от година, за да овладее положението.[2]
- Александър става безспорен господар на Сирия и крайбрежието и, а в негови ръце след битката освен огромно персийско съкровище попадат също майката, съпругата и дъщерите на Дарий, които той продължава да третира като част от царското семейство.[3]

### В Римската република
- Диктатор е Публий Корнелий Руфин.

## Починали
- Мемнон Родоски, военачалник на персийския цар Дарий III (роден ок. 380 г. пр.н.е.)
- Аминта, македонски благородник и военачалник